# Nation Branding
Nation Branding bezeichnet den Versuch, einem Staat durch Anwendung von Kommunikationstechniken aus der Markentechnik ein mit einer Handelsmarke vergleichbares Image zu verschaffen. Damit soll die Bekanntheit und das Vertrauen in ein Land im Ausland positiv beeinflusst werden, um so den Tourismus, die Exporte und Investitionen ausländischer Unternehmer zu fördern sowie in den politischen Beziehungen zu anderen Staaten als positiver Akteur wahrgenommen zu werden.
Das Nation Branding knüpft an bestehende, zumeist diffuse, Urteile und Bilder über einen Staat und eine Nation an. Bestehende Merkmale eines Staates wie seine politische Struktur, Kultur und Geographie werden dabei ebenso berücksichtigt wie die Bevölkerung, die ebenso Zielgruppe des Nation Brandings ist. Denn auch die eigene Bevölkerung muss für ein erfolgreiches Nation Branding das gewünschte Image glaubhaft transportieren.
Deutsche Versuche wie Du bist Deutschland oder Land der Ideen sind dagegen nach Ansicht des Politikberaters Simon Anholt zu sehr nach innen gerichtet. Anholt selbst steht heute dem Nation Branding kritisch gegenüber, weil sich das Image eines Landes nicht einfach mit Marketingkampagnen verbessern ließe, sondern es darum geht „was Städte und Länder tun und nicht darum, was sie sagen.“
In der Schweiz wurde bereits im Jahre 2000 Präsenz Schweiz als staatliche Einrichtung zur Leitung und Koordinierung des Nation Branding gegründet.

## Nation Brands Index (NBI)
| Rang | 2019 | 2018 | 2017 | 2016 | 2015 | 2014 | 2013 | 2012 | 2011 | 2010 | 2009 | 2008 |
| ---- | ---- | ---- | ---- | ---- | ---- | ---- | ---- | ---- | ---- | ---- | ---- | ---- |
| 1    | DEU  | DEU  | DEU  | USA  | USA  | DEU  | USA  | USA  | USA  | USA  | USA  | DEU  |
| 2    | FRA  | JPN  | FRA  | DEU  | DEU  | USA  | DEU  | DEU  | DEU  | DEU  | FRA  | FRA  |
| 3    | CAN  | GBR  | GBR  | GBR  | GBR  | GBR  | GBR  | GBR  | GBR  | FRA  | DEU  | GBR  |
| 4    | GBR  | FRA  | CAN  | CAN  | FRA  | FRA  | FRA  | FRA  | FRA  | GBR  | GBR  | CAN  |
| 5    | JPN  | CAN  | JPN  | FRA  | CAN  | CAN  | CAN  | CAN  | JPN  | JPN  | JPN  | JPN  |
| 6    | USA  | ITA  | USA  | ITA  | JPN  | JPN  | JPN  | JPN  | CAN  | CAN  | ITA  | ITA  |
| 7    | ITA  | USA  | ITA  | JPN  | ITA  | ITA  | ITA  | ITA  | ITA  | ITA  | CAN  | USA  |
| 8    | SUI  | SUI  | SUI  | SUI  | SUI  | SUI  | SUI  | SUI  | AUS  | SUI  | SUI  | SUI  |
| 9    | SWE  | SWE  | AUS  | AUS  | AUS  | AUS  | AUS  | AUS  | SUI  | AUS  | AUS  | AUS  |
| 10   | AUS  | AUS  | SWE  | SWE  | SWE  | SWE  | SWE  | SWE  | SWE  | SWE  | SWE  | SWE  |

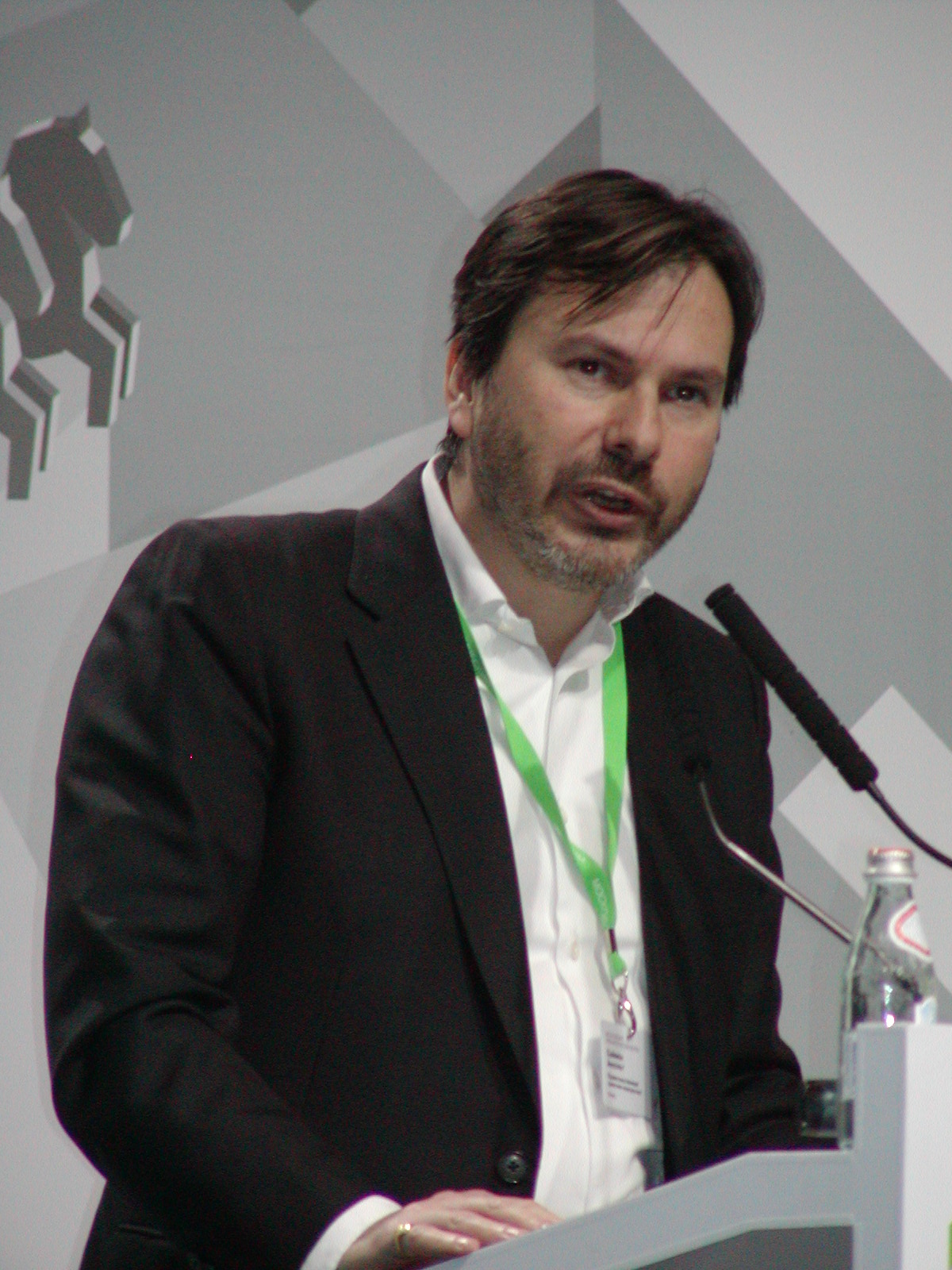
Simon Anholt 2012

Um die Reputation und das Image eines Landes in den unterschiedlichsten Bereichen zu messen, entwickelte Simon Anholt den Nation Brands Index (NBI). Der erste Index wurde im Mai 2005 veröffentlicht und darauf folgend vierteljährlich aktualisiert. 2008 schloss sich Simon Anholt mit dem amerikanischen Zweig der GfK in New York zusammen und veröffentlicht die Studie als Anholt-GfK Nation Brands Index (NBI) nur noch jährlich.
Im Jahr 2008 erfasste der Index Daten einer Online-Umfrage unter 20.000 Personen in 20 Ländern (1000 je Land). Die Umfrageteilnehmer bewerteten 50 ausgewählte Nationen in folgenden Kriterien:
- Kultur (auch Sport)
- Politik/Regierung
- Wirtschaft (Produkte/Exportartikel)
- Bevölkerung
- Immigrations- und Investitionspotenzial
- touristische Attraktivität.

Deutschland hatte nach dem Anholt-GfK Nation Brands Index (NBI) vom Herbst 2008 unter allen Nationen weltweit das beste Image und bestätigte damit die Position aus der Studie im letzten Quartal 2007. 2017 stieg Deutschland auf den ersten Platz auf, die bisher erstplatzierte USA fiel auf den sechsten Platz zurück.
Simon Anholt ist ebenfalls der Urheber verschiedener anderer Indizes, die sich mit dem Image von Orten befassen. Unter anderem publiziert er jährlich einen City-Brand-Index und einen Good Country Index.